# San Giorgio dei Genovesi (Nápoly)
A San Giorgio dei Genovesi vagy San Giorgio alla Commedia Vecchia templom Nápoly történelmi központjában

## Története
A 17. században épült Bartolomeo Picchiatti tervei szerint.
A templom latin kereszt alaprajzú egy hajóval, kupolával, értékes műkincsekkel, amelyek közül a leghíresebb Battistello Caracciolo festménye Szent Antal feltámaszt egy halottat. Erősen érezhető a festményen Caravaggio hatása, aki ebben az időben Nápolyban élt és alkotott. További érdekes látnivalói Giacomo Cestaro 1770-ből származó freskói az egyik oldalkápolnában, valamint Andrea da Salerno Sárkányölő Szent György festménye. Nevét annak köszönheti, hogy elsősorban a városban tevékenykedő genovai kereskedők használták. Alternatív neve arra utal, hogy az egykori Teatro della Commedia Vecchia helyén épült fel.